# Campeonato Uruguaio de Futebol de 1962 – Segunda Divisão
O Campeonato Uruguaio de Segunda Divisão de 1962, também conhecido oficialmente como Campeonato Uruguayo de Primera División "B" de 1962 ou simplesmente como Primera "B" de 1962, foi a vigésima primeira edição do torneio de segundo nível do futebol profissional do Uruguai. O Wanderers conquistou seu segundo título da categoria após vencer ambas os turnos do campeonato, garantindo o retorno à primeira divisão, enquanto o Progreso foi rebaixado para a terceira divisão.

## Regulamento
O torneio manteve o formato com dez equipes. Cada clube enfrentou os demais duas vezes (turno e returno), totalizando 18 rodadas. O sistema de pontuação atribuía:
- 2 pontos por vitória
- 1 ponto por empate
- 0 pontos por derrota

O acesso foi decidido por:
- Promoção automática: O vencedor de ambas os turnos do campeonato subiu diretamente à primeira divisão.[1]

O rebaixamento foi determinado por:
- Último colocado: O lanterna desceu diretamente à terceira divisão.[1]

## Participantes
- Bella Vista, Canillitas, Colón, Misiones, Progreso, River Plate, Sud América e Uruguay Montevideo: Permaneceram da temporada anterior.[1]
- Wanderers: Rebaixado da primeira divisão em 1961.[1]
- Mar de Fondo: Promovido da terceira divisão em 1961.[1]

## Classificação Final
O Wanderers conquistou seu segundo título da Segunda Divisão Profissional Uruguaia em 1962, a conquista veio depois de vencer os dois turnos do campeonato.
| #   | Equipe             | PTS | J  | V  | E | D  | GP | GC | SG  | Resultado final |
| --- | ------------------ | --- | -- | -- | - | -- | -- | -- | --- | --------------- |
| 1º  | Wanderers          | 29  | 18 | 12 | 5 | 1  | 42 | 14 | 28  |                 |
| 2º  | Sud América        | 28  | 18 | 11 | 6 | 1  | 36 | 17 | 19  |                 |
| 3º  | Bella Vista        | 26  | 18 | 12 | 2 | 4  | 38 | 27 | 11  |                 |
| 4º  | Colón              | 19  | 18 | 7  | 5 | 6  | 24 | 24 | 0   |                 |
| 5º  | River Plate        | 18  | 18 | 8  | 2 | 8  | 36 | 30 | 6   |                 |
| 6º  | Canillitas         | 17  | 18 | 7  | 3 | 8  | 39 | 47 | −8  |                 |
| 7º  | Mar de Fondo       | 11  | 18 | 3  | 5 | 10 | 26 | 34 | −8  |                 |
| 8º  | Misiones           | 11  | 18 | 5  | 1 | 12 | 25 | 38 | −13 |                 |
| 9º  | Uruguay Montevideo | 11  | 18 | 3  | 5 | 10 | 18 | 38 | −20 |                 |
| 10º | Progreso           | 10  | 18 | 3  | 4 | 11 | 20 | 35 | −15 | Rebaixado       |

| Fonte: Segunda División Profesional (em castelhano) |

### Primeiro Turno
| #  | Equipe      | PTS | J | V | E | D | GP | GC | SG | Classificação       |
| -- | ----------- | --- | - | - | - | - | -- | -- | -- | ------------------- |
| 1º | Wanderers   | 15  | 9 | 6 | 3 | 0 | 18 | 6  | 12 | CAMPEÃO do 1º Turno |
| 2º | Sud América | 14  | 9 | 5 | 4 | 0 | 21 | 9  | 12 |                     |

### Segundo Turno
| #  | Equipe      | PTS | J | V | E | D | GP | GC | SG | Classificação     |
| -- | ----------- | --- | - | - | - | - | -- | -- | -- | ----------------- |
| 1º | Wanderers   | 14  | 9 | 6 | 2 | 1 | 24 | 8  | 16 | Jogo de desempate |
| 2º | Sud América | 14  | 9 | 6 | 2 | 1 | 15 | 8  | 7  | Jogo de desempate |

| \| \| Wanderers \| 2 — 1 \| Sud América \| \| \| \| \| \| \| \| \| \| |           |       |             |  |  |
|                                                                       | Wanderers | 2 — 1 | Sud América |  |  |
|                                                                       |           |       |             |  |  |

## Estatísticas

### Artilharia
- Walter Brienza (Bella Vista) — 15 gols.[5]